# Список национальных парков Чада
На территории Чада есть сеть особо охраняемых природных территорий. Сеть включает два типа охраняемых территорий: национальные парки (категория II, IUCN) и заказники (категория IV, IUCN).

## Всемирное наследие
В 2005 году один национальный парк Чада стал кандидатом во Всемирное наследие ЮНЕСКО, под названием Закума.

## Список особо охраняемых природных территорий в Чаде

### Национальные парки
| № п/п | Русское название | Оригинальное название          | Регион                      | Площадь, км² | Год получения статуса |
| ----- | ---------------- | ------------------------------ | --------------------------- | ------------ | --------------------- |
| 1     | Закума           | фр. Parc national de Zakouma   | Гера, Среднее Шари, Саламат | 3 000 км²    | 1963 год              |
| 2     | Аук              | фр. Parc national de Aouk      | Батха                       | 7 400 км²    |                       |
| 3     | Манда            | фр. Parc national de Manda     | Мандуль                     | 1 140 км²    | 1969 год              |
| 4     | Гоз-Бейда        | фр. Parc national de Goz Beïda | Сила                        | 3 000 км²    |                       |

### Заказники
- Абу-Телфане
- Бахр-Саламат
- Бейнамар
- Биндер-Леде
- Фада-д'Аршей
- Ларманай
- Манделия
- Уади Риме-Уади Ашим
- Синиака-Миния